# Wiggler (JTAG)
Der Wiggler bezeichnet ein Interface zwischen der parallelen Schnittstelle und der JTAG-Schnittstelle. Der Wiggler basiert auf einem kommerziellen Produkt von Macraigor Systems LLC, dessen Schaltplan jedoch durch Reverse Engineering ermittelt wurde und sich anschließend verbreitete.
Im Speziellen hat der Wiggler als billiges Interface für das Designen, das Debuggen und die Programmierung von Mikroprozessoren und Mikrocontrollern von Embedded Systemen Bedeutung. 
Eine Seite des Wiggler-Interfaces wird mit der Parallelen Schnittstelle des PCs verbunden, die andere mit der JTAG-Schnittstelle auf dem embedded Gerät. Die Elektronik besteht meist lediglich aus einem Treiber (z. B. 74HC244) oder Levelshifter und kann im Eigenbau angefertigt werden. Aufgrund von Geschwindigkeitslimitierungen und der zurückgehenden Verfügbarkeit der Parallelen Schnittstelle an PCs sind inzwischen auch JTAG-Interfaces verfügbar, welche über USB anstelle der parallelen Schnittstelle angesteuert werden können.